# Kurt Schwerzmann
Kurt Peter Schwerzmann (* 18. März 1946 in Risch ZG; † 5. Juli 2022 in Biel/Bienne) war ein Schweizer Grafiker und Zeitungsdesigner. Er prägte das Erscheinungsbild vieler Schweizer Magazine und Zeitungen ab Ende der 1980er Jahre mit seinem Design. Zu seinen wichtigsten Arbeiten gehören unter anderem die Lausanner Tageszeitung Nouveau Quotidien, das Schweizer Nachrichtenmagazin Facts, die Basler Zeitung und das Mantelkonzept der Aargauer Zeitung. Die Sonntagszeitung und der Sonntagsblick bezeichneten ihn 1996 bzw. 2000 als «den einflussreichsten Zeitungs-Gestalter» der Schweiz.

## Biografie

### Ausbildung und Berufsjahre
Schwerzmann fing als Redaktionsgrafiker beim Verlag C.J. Bucher in Luzern an und wechselte anschliessend in die Werbebranche.  Ende der 1970er Jahre machte er sich selbständig und eröffnete zusammen mit dem ehemaligen Grafiker der Mailänder Modezeitschrift Vogue und  L’Uomo Vogue, Paul Bühler, ein Atelier in Zürich. Als Erstes erhielten die beiden Grafiker den Auftrag, die Schweizer Modezeitschrift "Femina" 1978 neu zu gestalten.

### Zeitungsdesign der 1990er Jahre
Der internationale Durchbruch gelang Schwerzmann als Grafiker zu Beginn der 1990er Jahre. 1991 erhielt Kurt Schwerzmann zusammen mit dem Waadtländer Publizisten Jacques Pilet die Chance, das Design der neuen Lausanner Tages-Zeitung Le Nouveau Quotidien zu gestalten. Unter Grafikern gilt die Zeitung, die nur acht Jahre erschien, bis heute als "eine der am besten und schönsten gestalteten Zeitungen" der Schweiz.
1994 erhielt Schwerzmann von Tamedia den Auftrag, zusammen mit dem Zürcher Journalisten Jürg Wildberger, ein Nachrichtenmagazin zu entwerfen. Am 6. April 1995 erschien die Zeitschrift Facts, die sich inhaltlich stark am deutschen Nachrichtenmagazin Focus orientierte, unter der grafischen Leitung von Kurt Schwerzmann  zum ersten Mal.
1996 überarbeitete Schwerzmann das Zeitungsdesign der linken Wochenzeitung WOZ und prägte damit das Erscheinungsbild der Zeitung über Jahrzehnte. "Schwerzmann machte uns den weitaus elegantesten Vorschlag. Er ist ein Profi und hat am besten verstanden, was wir wollten". Im selben Jahr erhielt Schwerzmann zudem erstmals die Gelegenheit, die neue Aargauer Zeitung zu gestalten, die aus dem Zusammenschluss der beiden Rivalen Aargauer Tagblatt (AT) und Badener Tagblatt (BT) entstand und Anfang November 1996 zum ersten Mal erschien.  Eine Zusammenarbeit, die sich später wiederholen sollte. Im selben Jahr überarbeitete Schwerzmann den Look der Berner Zeitung Der Bund und stellte das Konzept von bisher fünf auf sechs Spalten um.

### Zeitungsdesign 2000er Jahre
Im Jahre 2000 überarbeitete Schwerzmann das Design des Sonntagsblicks. Er unterteilte die Zeitung farblich in drei Bunde – die eigentliche Zeitung, den Sportteil und das Magazin. Die Unterteilung sollte sich "auch optisch bemerkbar machen. Die Titelseiten der drei Teile kommen eigenständiger daher. Jeder hat nun eine Leitfarbe, die sich durch den ganzen Bund hindurchzieht. Das Magazin ist zudem luftiger". Im selben Jahr entwarf Schwerzmann auch ein Redesign für die Wirtschafts-Wochenzeitung Cash unter dem damaligen Chefredaktor Markus Gisler. Ziel sei es gewesen, die Zeitung, die in den vergangenen Jahren stets umfangreicher wurde, zu reduzieren und klarer zu unterteilen. So schrieb Gisler: "Neu ist die Aufteilung in Bünde - in der Regel in vier, ab und zu, so auch in der nächsten Woche, in fünf. Damit wird CASH übersichtlicher und handlicher. (…) Denn wahr ist, dass unsere heutige Einbundzeitung, vor allem wenn sie umfangreich ist, einen kräftigen Händedruck braucht, um noch gehalten werden zu können."
2002 war Schwerzmann am Ringier-Projekt eines neuen Wochenmagazins beteiligt – zusammen mit dem ehemaligen Ko-Chefredaktor der Weltwoche Rudolf Bächtold, dass in Konkurrenz zur Weltwoche treten sollte.  Das Magazin war im Überformat geplant, schaffte es aber nicht über eine Nullnummer hinaus.
Ein Jahr später entwarf Schwerzmann im Auftrag Ringiers ein Redesign der Zeitschrift L’Hebdo. Sein Auftrag sei gewesen, so L’Hebdo-Chefredakteur Alain Jeannet "de concevoir une maquette élégante qui consacre le retour du texte comme élément central du magazine, une maquette qui repose aussi sur une utilisation exigeante de l'image".  Im selben Jahr überarbeitete Schwerzmann zusammen mit seinem Partner Othmar Rothenfluh im Auftrag Ringiers auch den Auftritt der Tageszeitung Blick. Schwerzmann hielt zwar an der Grösse der Titel fest, versuchte dem Blatt aber etwas mehr Klasse zu geben. "In den letzten Jahren hat sich gesellschaftlich vieles verändert. Man besinnt sich wieder zurück auf die gute Zeit, als die Welt noch in Ordnung war. Und sucht nach klaren Formen, weil man sich an etwas festhalten will. Diese Veränderung hat Auswirkungen auch auf das Visuelle. Und damit auch auf die Zeitungsgestaltung".  Im selben Jahr überarbeitete Schwerzmann auch das Design von  Via - das Kundenmagazin der SBB.
Ab 2004 entwickelte Schwerzmann für die AZ Medien das Tabloidformat der Regionalbeilagen. 2007 folgte eine Sonntagsausgabe der Aargauer Zeitung. Der Name der Zeitung: Sonntag - der Vorläufer der Schweiz am Sonntag.  Kurt Schwerzmann war zudem ab 2001 zuständig für die Erfindung des Mantelkonzepts bei den Regionalzeitungen im Aargau, dass nach und nach eingeführt und von anderen Verlagen später übernommen werden sollte. Ab 2002 erhielten die zehn Regionalausgaben der Aargauer Zeitung zwar nicht identische, so aber doch sehr ähnliche Frontseiten. Das Konzept erhielt den Namen ZiZ – "Zeitung in der Zeitung". Die Aargauer Zeitung war damit die erste Zeitung der Schweiz, die versuchte, eine Gesamtzeitung in einem Mantelteil mit verschiedenen Regional-Ausgaben unter verschiedenen Namen zu kombinieren.
Ebenfalls 2004 erschien in Basel die traditionelle Basler Zeitung unter der Leitung von Chefredaktor Ivo Bachmann inhaltlich und visuell in einem neuen Kleid. Die bisher sehr klassisch gehaltene Zeitung wurde unter Schwerzmann bunter und lockerer. Schwerzmanns Design polarisierte, nicht nur in Basel. Das St. Galler Tagblatt etwa kritisierte: "Manches daran mutet boulevardesk an. Die Seiten sind in 19 Spalten unterteilt, von denen man aber nichts merkt, ausser dass sie ein Nebeneinander ganz verschiedenartiger Spaltenbreiten ermöglichen. Das wirkt zusammen mit reich mit Bildern durchsetzten Schlagzeilen im Kopf und den Randspalten sehr verspielt".  In Basel selbst wurde das Redesign bereits im Vorfeld zum Politikum. So kam es im Juni 2004 zu einer Aussprache mit der Basler Regierung, welche befürchtete, "dass ihr künftig ein härterer journalistischer Wind entgegenblasen könnte".
Schwerzmann bezeichnet sein Design selbst stets als apolitisch. "Design ist nie politisch, das Handwerk immer dasselbe. Es geht stets um die Frage: Wie bringt man Ordnung ins System? Es gilt, eine Kombination von Information, Unterhaltung und Sinnlichkeit zu schaffen, eine Mischung, die der Information nicht schadet, aber dem Leser die Lust gibt, sie auch zu lesen".

### Familie
Kurt Schwerzmann war mit der Schweizer Modejournalistin und ehemaligen Chefredaktorin der Schweizer Modezeitschrift Bolero, Sithara Atasoy verheiratet und hat einen Sohn, den Journalisten und Soziologen Salvador Atasoy. Kurt Schwerzmann ist der Bruder des deutschen Autors und Grafikers Urs Schwerzmann.